# 火线警告
《火线警告》（英語：Burn Notice）是一部由Matt Nix创造，杰弗里·多诺万、Gabrielle Anwar、Bruce Campbell和Sharon Gless出演的美国连续剧。这部连续剧中2007年6月28日在USA Network首播。Burn Notice在2008年10月9日签订了第三季16集的合同。
这部连续剧的标志口号是:
- Spies don't get fired, they get burned.
- Sun. Surf. Espionage.

## 演员
- 傑佛瑞·唐納文饰演Michael Westen
- Gabrielle Anwar饰演Fiona Glenanne
- Bruce Campbell饰演Sam Axe
- Sharon Gless饰演Madeline Westen

## 相关小说
- Tod Goldberg的 The Fix(ISBN 0-451-22554-6),2008年8月5日
- Tod Goldberg的 The End Game(ISBN 0-451-22676-3), 2009年5月5日

## 在美国以外的播映情况
Burn Notice在下列国家的电视台播放:
- 阿根廷 : FX的Telefé，将连续剧改名为Operación Miami播放。
- : 第十频道
- 巴西 : FX拉丁美洲
- 加拿大 : 超级频道[3]
- 哥伦比亚 : FX
- 愛爾蘭 : FX
- 以色列 : 13频道
- 義大利 : 福克斯广播公司，将连续剧改名为Duro A Morire播放。
- 日本 : 福克斯，将连续剧改名为Kesareta Supai播放。
- 立陶宛 : TV3
- 马来西亚 : 8TV
- 墨西哥 : FX
- 荷蘭 : RTL5
- 新西兰 : TV3
- 挪威 : Viasat 4
- 巴拿马 : TVMax，将连续剧改名为Operación Miami播放。
- 波蘭 : PULS TV
- 葡萄牙 : 福克斯，将连续剧改名为Espião fora de jogo播放。
- 波多黎各 : WAPA-TV[4]
- 俄羅斯 : 俄罗斯TV3
- 新加坡 : FX
- 南非 : M-Net频道[5]
- 西班牙 : 福克斯，将连续剧改名为Ultimo aviso播放。
- 瑞典 : TV6
- 英国 : FX(英国)
- 委內瑞拉 : Televen，将连续剧改名为Atrapado en miami播放。

## DVD发行情况
《火线警告》第一季的DVD在2008年6月17日正式发行。